# Європейський корпус солідарності

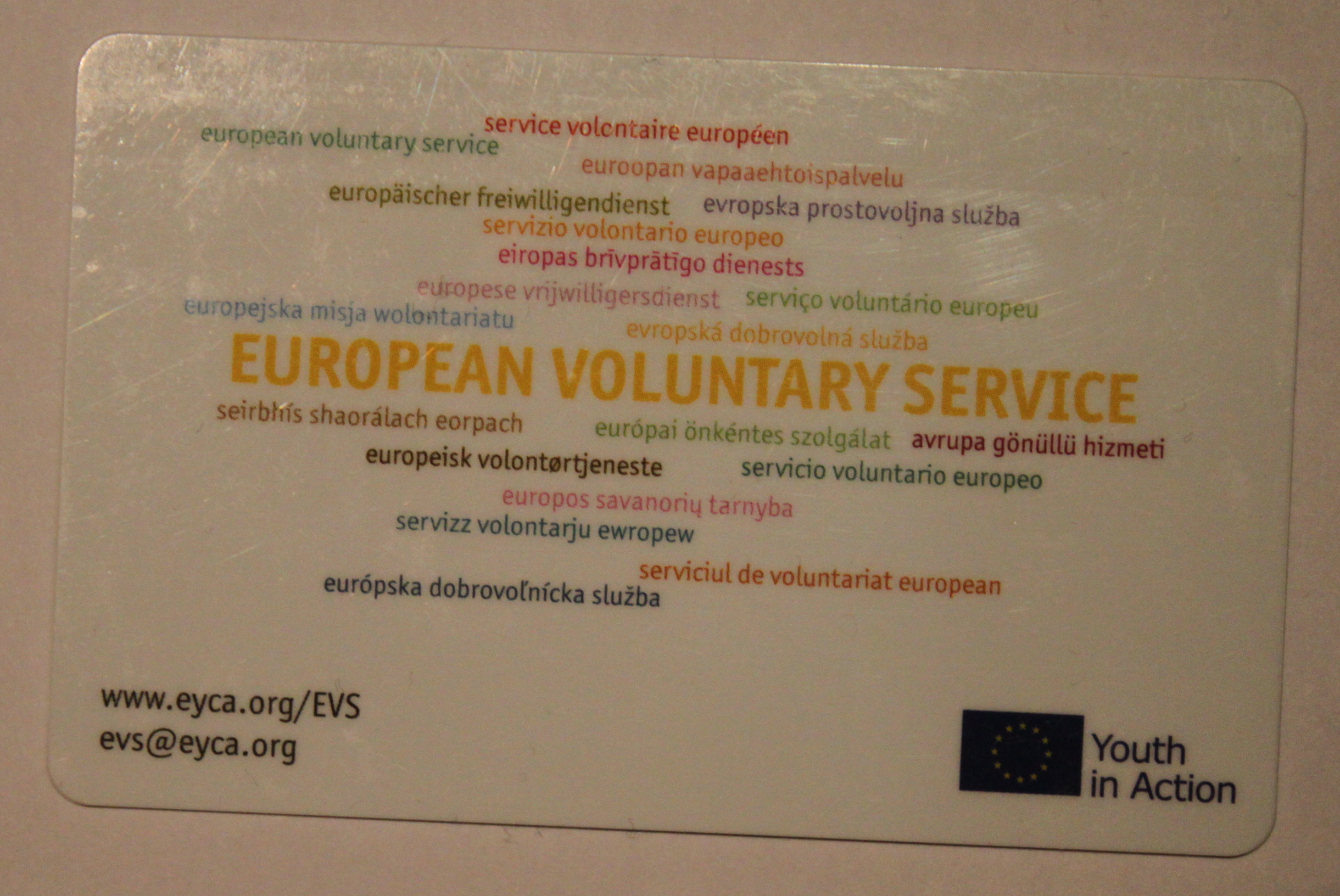
Зворот картки European Youth Card волонтера ЄВС

Європейський корпус солідарності, англійською European Solidarity Corps (до 2016 року під назвою Європе́йська волонте́рська слу́жба (скорочено ЄВС, або Європейське волонтерство; англійською European Voluntary Service, EVS) — програма Європейської комісії, яка дає змогу молодим людям попрацювати за кордоном на волонтерських засадах. Зазвичай волонтери за проєктами ЄКС залучаються до праці у сферах культури, спорту, охорони довкілля, займаються з дітьми тощо.
Волонтери ЄКС працюють у неприбуткових організаціях та установах і беруть активну участь у суспільному житті своєї приймаючої спільноти. У той же час вони отримують новий досвід та знання, що можуть бути корисними для їх майбутнього життя.

## Історія створення та мета діяльності Європейської волонтерської служби
У середині 1990-х років Європейська комісія висунула пропозицію щодо створення Європейської волонтерської служби для молоді. У 1995 році Європейський парламент схвалив цю пропозицію та вперше заклав у бюджет Європейського Союзу кошти для її втілення в життя. Цього ж року розпочались найперші експериментальні волонтерські проєкти для молоді ЄС. Власне ж Європейська волонтерська служба розпочала свою діяльність як пілотний проєкт у 1996 році. Оцінка діяльності ЄВС показала, що Європейське волонтерство отримало широку підтримку на місцях, а волонтерська діяльність є важливим компонентом молодіжної та соціальної політики, підвищуючи мобільність, активізуючи громадянську позицію, полегшуючи перехід молоді до дорослого життя. Як наслідок, діяльність Європейської волонтерської служби було продовжено на наступні роки. У 2000 році EVS була включена до програми «Youth», яку в 2007 році замінила програма Європейської комісії «Youth in Action» («Молодь в дії»). Починаючи з 1 січня 2014 року запрацювала програма Erasmus+, яка стала результатом інтеграції семи проєктів, що діяли під егідою Європейської комісії протягом 2007—2013 років, в тому числі і «Youth in Action».
Європейська волонтерська служба була створена для того, щоб волонтери здобували необхідні вміння та навички, які впливають на їх особистісний та професійний розвиток, за допомогою неформальної освіти. Участь в проєктах Європейського волонтерства розвиває толерантність та солідарність, популяризує активну участь молоді в громадському житті. Проєкти ЄВС відкриті для людей будь-якої національності, релігійної конфесії, сексуальної орієнтації, політичних вподобань тощо. Волонтерство також розглядається як засіб сприяння соціальній згуртованості та солідарності як всередині, так і за межами Європейського Союзу.

## Проєкти Європейської волонтерської служби
ЄКС дає змогу волонтерові займатися суспільною працею в усіх країнах ЄС та низці партнерських країн, зокрема в Україні. Волонтери з України можуть поїхати виключно до країн Європейського Союзу, країн-учасниць Європейської асоціації вільної торгівлі — Ісландії, Ліхтенштейну, Норвегії або до країни-кандидату до ЄС — Туреччини.
Середня тривалість проєктів ЄКС становить 6-12 місяців, хоча бувають і коротші програми (однак не менше 2 місяців). Короткострокові проєкти (від трьох тижнів) можливі лише, якщо до них залучають осіб із особливими потребами.
Участь в проєктах Європейського корпусу солідарності можуть брати люди віком від 18 до 30 років. В окремих випадках віковий ценз на окремі проєкти знижують до 16-17 років. Попередній трудовий досвід, особливі навички чи знання мови приймаючої країни від волонтерів не вимагаються. У проєкті ЄКС волонтер може брати участь тільки один раз за життя (окрім короткострокових проєктів — після них можна взяти участь ще в одному довгостроковому).
Участь у проєктах Європейського корпусу солідарності безкоштовна, лише в окремих програмах волонтеру потрібно оплатити незначну частину (до 10 %) транспортних витрат на те, аби добратися до приймаючої країни.

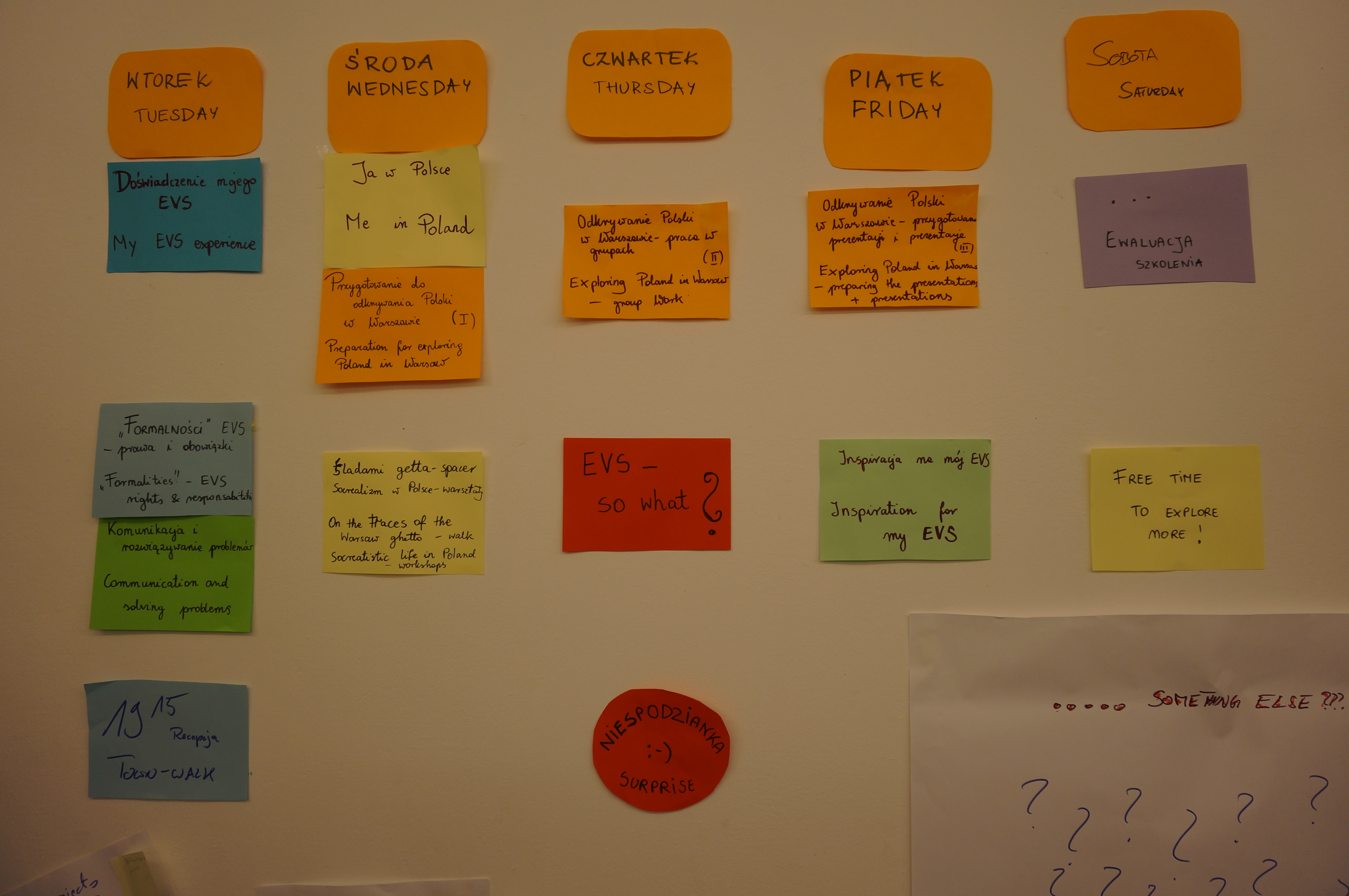
Розклад координаційного тренінгу для волонтерів у Польщі

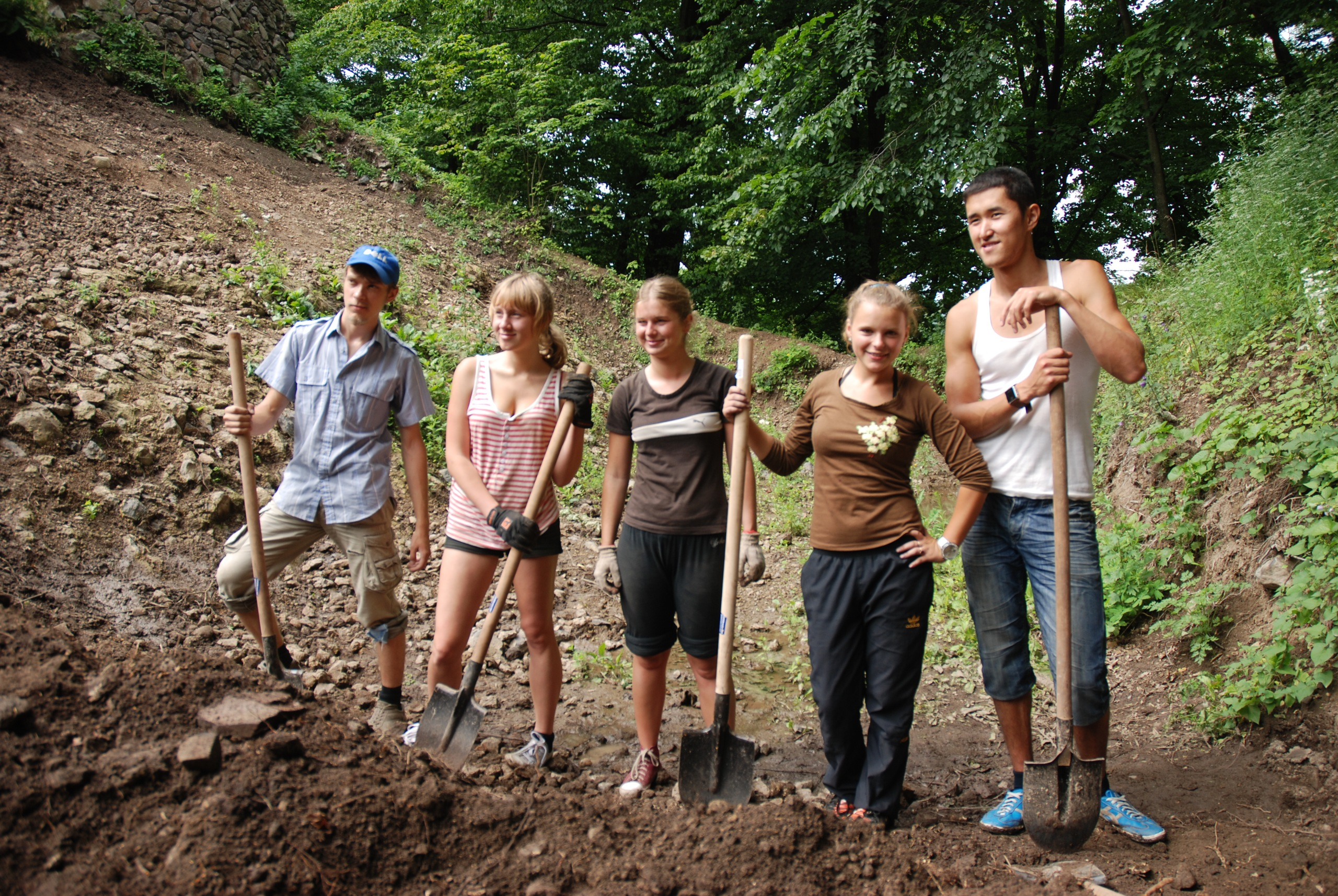
Волонтери програми під час археологічних розкопок у Невицькому замку, 2011 рік

В цей же час за кошти ЄКС оплачується наступне:
Навчання:
- підготовчі тренінги (перед виїздом за кордон);
- різноманітні спеціальні курси та тренінги до початку та під час проєкту (наприклад, курси з вивчення мови приймаючої країни);
- ввідний тренінг (незадовго після прибуття до країни);
- оцінювальна зустріч (всередині реалізації проєкту);
- підсумкова зустріч (після завершення проєкту).

Витрати, безпосередньо пов'язані з участю волонтера у проєкті:
- страхування;
- транспортні витрати;
- харчування та проживання;
- гроші на кишенькові витрати.

Інші витрати:
- методична допомога та підтримка з боку опікуна-ментора;
- сертифікат Європейської Комісії, який засвідчує участь у програмі ЄКС;
- можливість продовжувати міжнародну діяльність (зокрема, брати участь у міжнародних обмінах)[4].

Волонтери, які закінчили участь в проєкті ЄКС, мають змогу подавати заявку на Future Capital grant (Майбутній капітальний грант) для розробки та подальшого керування своїм власним проєктом у одній з країн, де діє Європейська волонтерська служба. Заяву на грант необхідно подавати не пізніше двох років після закінчення участі в проєкті ЄКС.

## Процедура відбору учасників
Можливість повністю оплаченого перебування в іншій країні робить цю програму дуже популярною. Європейський корпус солідарності організовує залучення до проєктів близько 600 учасників на рік і кандидати на участь у проєкті піддаються суворому процесу оцінювання.
Особа, що прагне взяти участь у відборі до проєктів ЄКС, має пройти наступні кроки:
- відшукати цікавий для себе проєкт у базі даних ЄКС;
- знайти акредитовану відсилаючу організацію у своїй країні;
- за допомогою відсилаючої організації вийти на приймаючу організацію та подати їй свою кандидатуру на участь в проєкті;
- у випадку позитивного рішення приймаючої організації подається заявка на фінансування проєкту. Цю заявку ухвалює (чи відхиляє) Національне агентство програми «Молодь в дії» країни, в якій відбуватиметься проєкт[4][9].